# Aisne (megye)

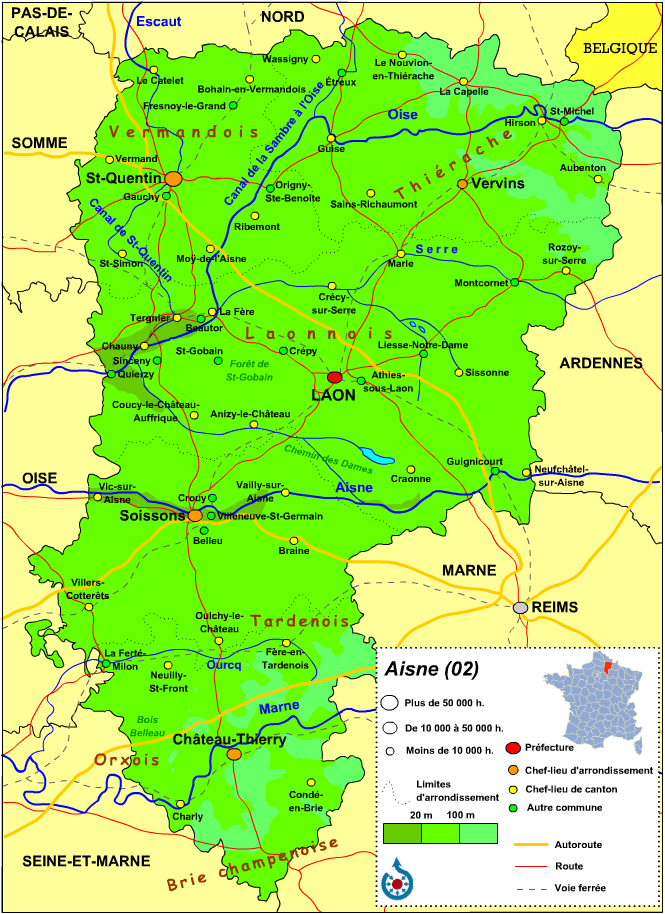
Aisne térképe

Aisne (IPA: [ɛːn]) a 83 eredeti département egyike, amelyeket a francia forradalom alatt 1790. március 4-én hoztak létre.

## Elhelyezkedése
Franciaország északi részén helyezkedik el, Hauts-de-France régió része. Északkeleti irányban Belgiummal szomszédos, keletre Ardennes és Marne, délre Seine-et-Marne, nyugatra Somme és Oise, északra pedig Nord megyékkel határos.

## Települések
A megye legnagyobb városai a 2011-es népszámlálás alapján:

| Település            | Népesség |
| -------------------- | -------- |
| Saint-Quentin        | 55 978   |
| Soissons             | 28 551   |
| Laon                 | 25 745   |
| Tergnier             | 14 139   |
| Château-Thierry      | 14 480   |
| Chauny               | 11 983   |
| Hirson               | 9 383    |
| Villers-Cotterêts    | 10 411   |
| Bohain-en-Vermandois | 5 976    |
| Guise                | 5 173    |

## Galéria

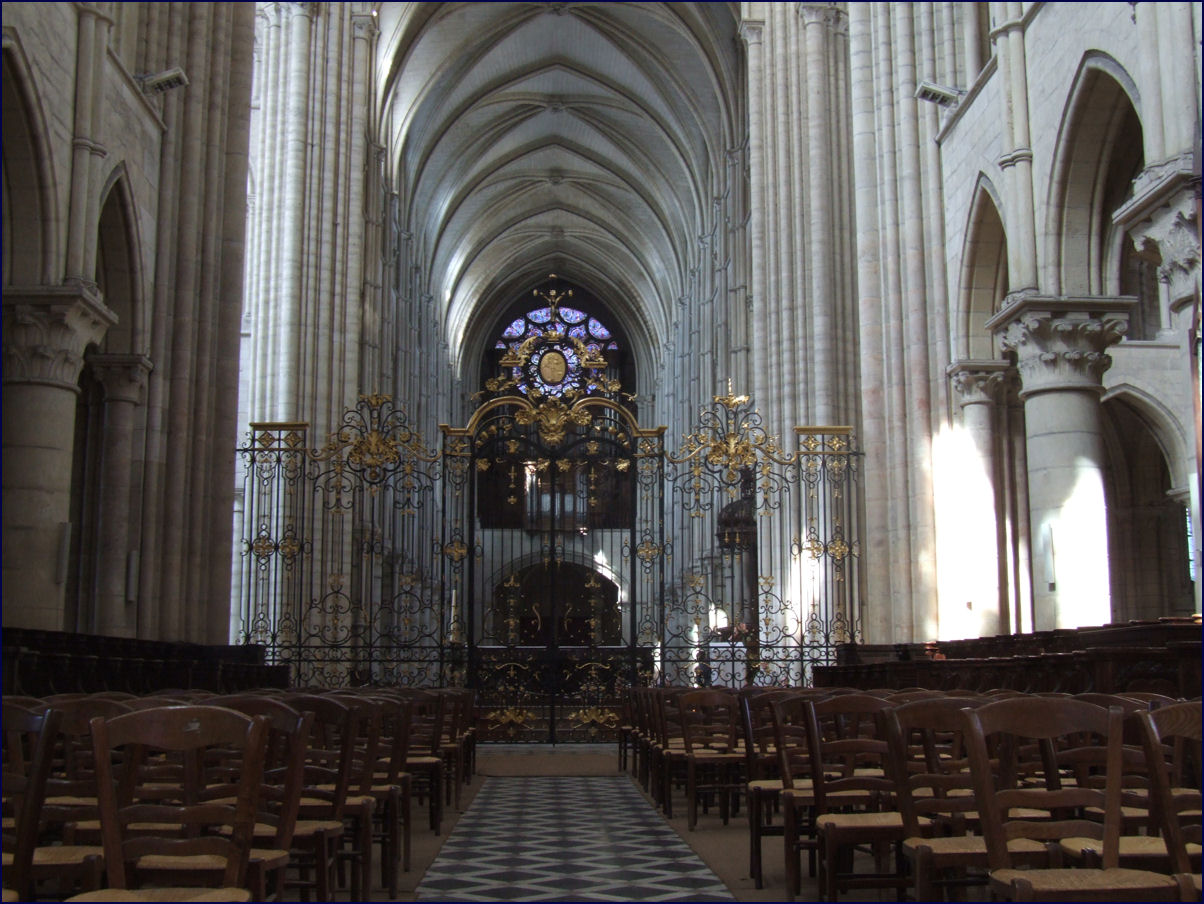
Laon, katedrális
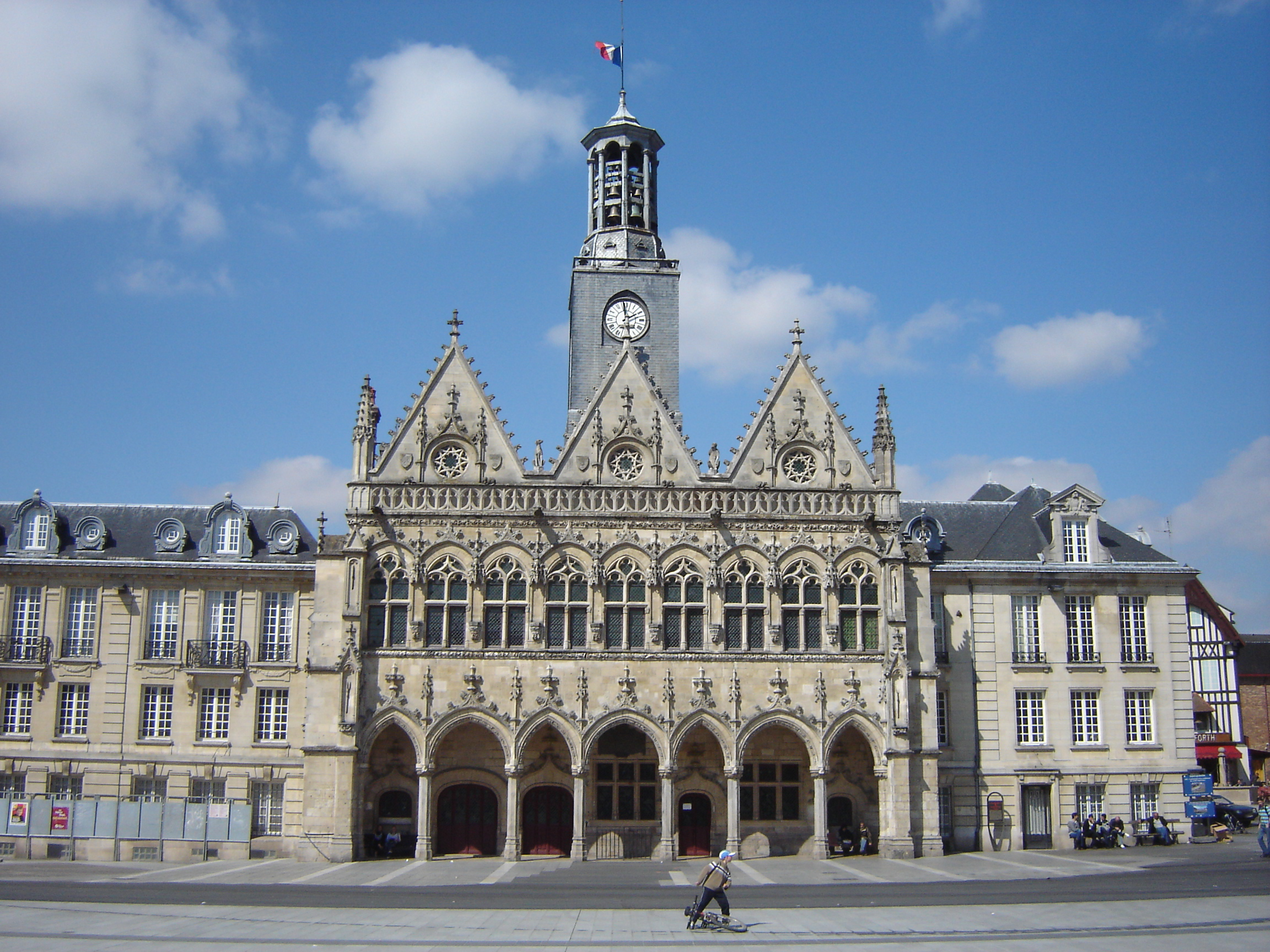
Saint-Quentin, városháza
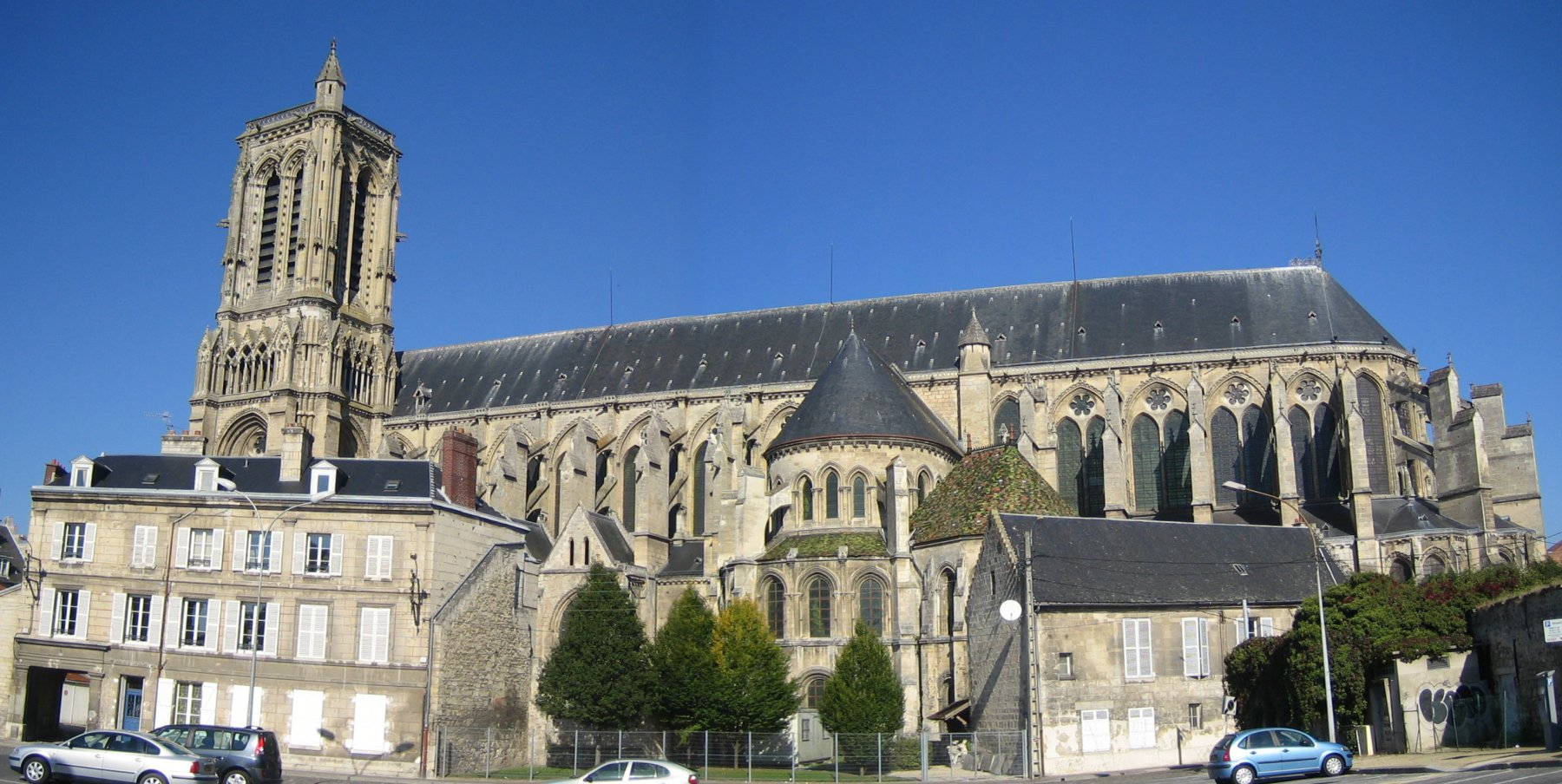
Soissons, katedrális
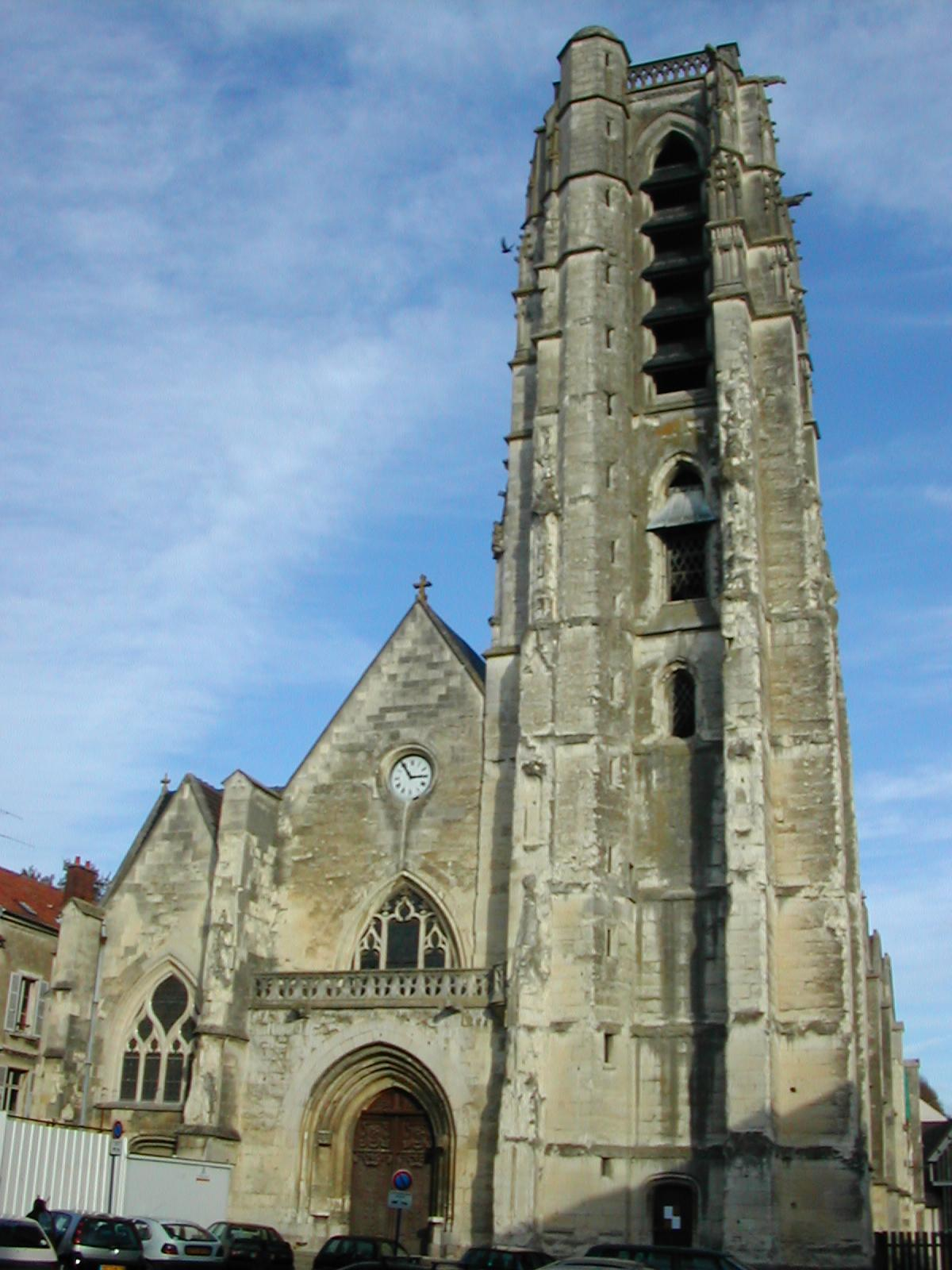
Château-Thierry, Saint Crepin templom